# Dominate
Albums de Adagio
A Band in Upperworld
(2004) Archangels in Black
(2009)
Dominate est le 3e album studio du groupe Adagio. Il a été produit par Stéphan Forté et Kevin Codfert, et mixé au House Of Audio Studios en Allemagne par Dennis Ward.
C'est le premier album du groupe qui contient des parties de chant clair et extrême, c'est aussi le premier avec le chanteur Gus Monsanto.

## Titres
1. Fire Forever - 4:10
2. Dominate - 6:00
3. Terror Jungle - 5:15
4. Children Of The Dead Lake - 6:05
5. R'lyeh The Dead - 8:25
6. Darkitecht - 6:18
7. Kissing The Crow - 2:27
8. Fame - 4:02
9. Undying (Bonus) - 4:34

## Composition du groupe
- Chant: Gus Monsanto
- Guitare: Stéphan Forté
- Basse: Franck Hermanny
- Clavier: Kevin Codfert
- Batterie: Éric Lebailly